# Ханкенди
Степанакерт или Ханкенди (на арменски: Ստեփանակերտ; на азербайджански: Xankəndi) е град в югоизточната част на Азербайджан. Градът е бил столица на непризнатата Нагорно-Карабахска република.
Има около 50 000 жители. По-рано в града е имало и азербайджанско население, което масово напуска след 1991 година.
През ХІХ век селището се нарича Ханкенди. През 1923 година градът е наречен Степанакерт на името на арменския комунист Стефан Шаумян. Днес официалното му азербайджанско име е Ханкенди, а възприетото в Нагорни Карабах – Степанакерт.
Икономиката на града силно пострадва през 1991 г. по време на конфликта за областта, но вече се забелязва подобряване.
В града няма църкви освен старинна от 18 век, но тя не функционира. През 2006 година започва строителство на църквата „Св. Яков“, планирано да завърши до 3 години.
На 25 септември 2005 г. Степанакерт се побратимява с град Монтебело, САЩ. До днес това е единственият така наречен „побратимен град“ на Степанакерт.

## Личности
- Армен Абагян (1933 – 2005) – съветски учен в областта на атомната енергетика
- Араик Арутюнян – министър-председател на Нагорни Карабах
- Аркадий Гукасян – президент на Нагорни Карабах (1997 – 2007)
- Роберт Кочарян
- Бако Саакян – президент на Нагорни Карабах
- Серж Саркисян – президент на Армения